# Posułt

Herb Wieliczki

Posułt – drewniany młot górniczy. Wykorzystywany przez wielickich górników do wbijania klinów w celu oderwania od ściany (calizny) bloku solnego. 
Współcześnie posułt jest elementem herbu Wieliczki oraz logo Muzeum Żup Krakowskich Wieliczka i Kopalni soli „Wieliczka”. 
Wizerunek tego narzędzia wykorzystano również przy tworzeniu godła Bractwa Kopaczy wielickich. Umieszczony w środkowej części pomiędzy kilofem i rogiem zdobi obecnie Róg Bractwa Kopaczy, który znajduje się w zbiorach Muzeum Żup Krakowskich Wieliczka.